# Dowdy-Ficklen Stadium
Dowdy-Ficklen Stadium é um estádio localizado em Greenville, Carolina do Norte, Estados Unidos, possui capacidade total para 51.000 pessoas, é a casa do time de futebol americano universitário East Carolina Pirates football da Universidade do Leste da Carolina. O estádio foi inaugurado em 1962.